# Teatro Guthrie
Il Teatro Guthrie, chiamato anche Guthrie Theater, è un teatro situato a Minneapolis. Fu progettato dall'architetto francese Jean Nouvel.